# Pàmfil d'Amfípolis
Pàmfil  (en llatí Pamphilus, en grec antic Πάμφιλος) fou un pintor grec nadiu d'Amfípolis, un dels principals pintors grecs de l'antiguitat, que va florir entre les olimpíades 97 a 107 (del 390 aC al 350 aC).
Fou deixeble d'Eupomp, fundador de l'escola de Sició, en la fundació de la qual el mateix Pàmfil va tenir part rellevant i en va ser director. No queden gaires referències de les seves obres, però se sap que no eren inferiors a les dels seus mestres. Plini el Vell el descriu com un artista fi, i familiaritzat amb l'aritmètica i la geometria que l'ajudaven a fer més perfecte el seu art. Recomanava als joves aprendre abans de res les arts gràfiques (γράφική, en llatí picturam in buxo), és a dir el dibuix i la pintura en fusta, amb els requisits d'una gran nitidesa en el contorn i amb molta exactitud. La línia de les seves obres era precisa i clara. La geometria li permetia configurar els cossos i l'aritmètica precisar les proporcions.
La seva carrera s'hauria iniciat una mica abans del 352 aC quan va començar a destacar el seu deixeble Apel·les de Colofó. Quintilià diu que va ser un dels artistes que van florir sota Filip II de Macedònia. Plini també el situa vers la 107 olimpíada el 352 aC. La batalla de Flios que va pintar, s'havia lliurat entre el 372 aC i el 364 aC; la victòria dels atenencs que va pintar podria ser la victòria de Càbries a Naxos el 376 aC.
Plini diu que Pàmfil i el seu deixeble Melant de Sició van excel·lir sobre tots els altres en la disposició de les seves pintures (Quintilià en diu "proporció"). Fa menció de quatre pintures: Cognatio, que segurament seria un grup familiar, la Batalla de Phlius, una victòria dels atenencs i un Ulisses. Sembla que Plutarc fa referència a una altra pintura de Pàmfil on representava els primers Heràclides a Atenes en qualitat de suplicants.
Alguns erudits pensen que era també un poeta, segurament confonent-lo amb el poeta Pàmfil o amb Pàmfil de Nicòpolis. Entre els seus deixeble cal esmentar a Apel·les, Melant de Sició i Pàusies.